# Don Carlos (Schiller)

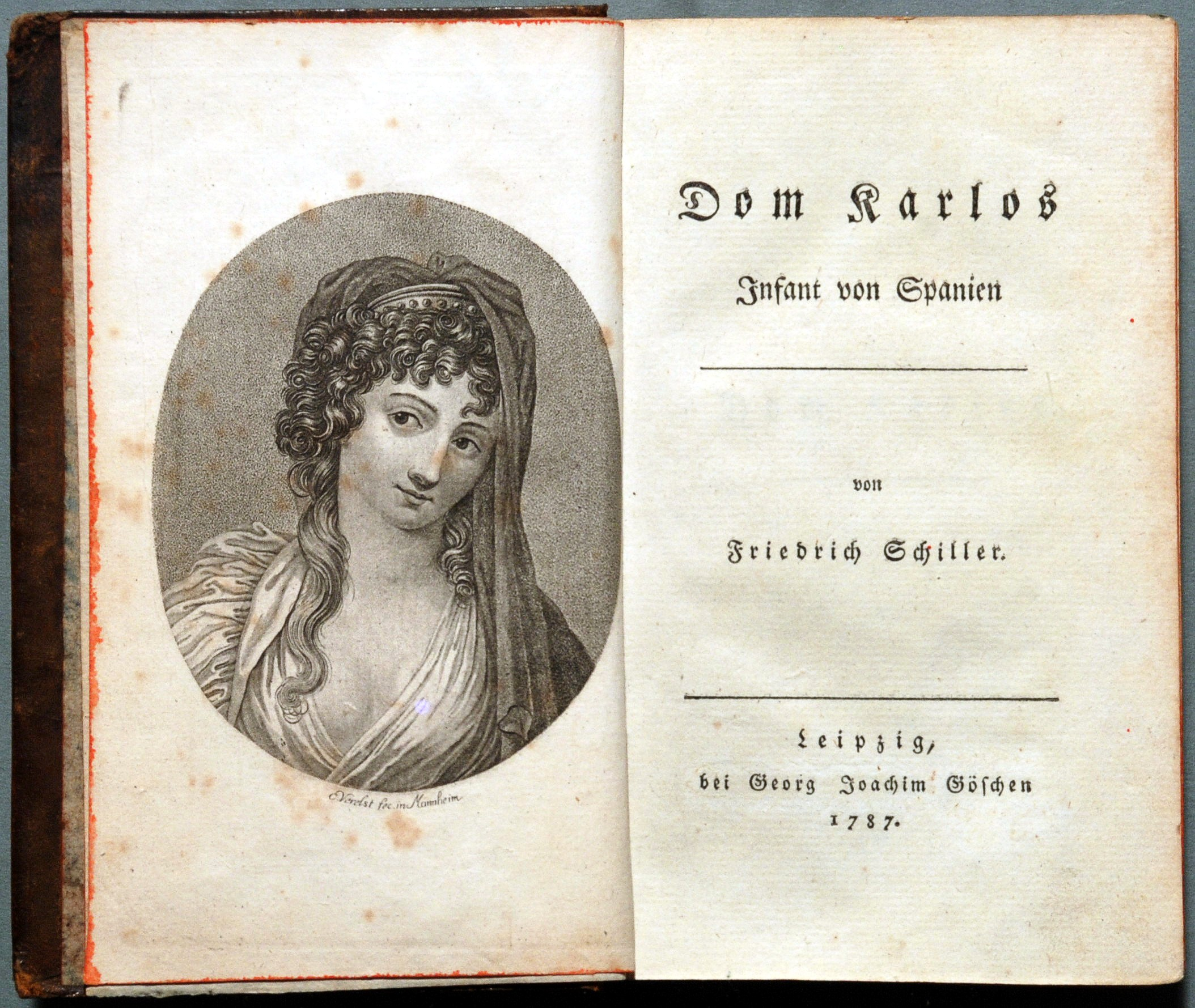
Dom Karlos (Don Carlos), 1787

Don Carlos (1787) is een klassiek historisch treurspel van de Duitse dichter Friedrich von Schiller (1759-1805).

## Inhoud
Het toneelstuk Don Carlos speelt zich af tijdens de Tachtigjarige Oorlog tegen de Spaanse overheersing. De hoofdpersoon Don Carlos is de zoon van Filips II. Hij komt in opstand tegen zijn vader. Hij vraagt zijn vader tevergeefs of hij de Nederlanden onder zijn hoede mag nemen. Zijn vader regeert echter met strakke hand, geholpen door de inquisitie. Don Carlos vertrouwt op bepaalde mensen en gaat ten onder aan allerlei intriges. Een integrale uitvoering zou zeven uur duren, dus wordt de tekst doorgaans sterk bekort.

## Nederlandse vertalingen en uitvoeringen
- 1789 - Don Karlos, kroonprins van Spanje, vertaald door Elisabeth Maria Post
- 1800 - Don Karlos, kroonprins van Spanje: treurspel, in vijf bedrĳven, bewerkt door Marten Westerman
- 1862 - De markies van Poza, in 1895 herdrukt als Poza: treurspel in 5 bedrijven
- 1956 - Uitvoering door het Vlaams Schouwtoneel
- 1959 - Uitvoering door het Rotterdams Toneel
- 1981 - Vertaling door Gerrit Komrij, gebruikt voor de volgende uitvoeringen:
- 1981 - Publiekstheater
- 1988 - Toneelproducties De Tijd
- 1995 - Ro Theater
- 2005 - Vertaling door Tom Kleijn, gebruikt voor de volgende uitvoering
- 2005 - Toneelgroep Amsterdam